# Phillip Boa and the Voodooclub/Diskografie
Diese Diskografie ist eine Übersicht über die musikalischen Werke der deutschen Avantgarde-Pop- bzw. Independent-Band Phillip Boa and the Voodooclub. Ihre erfolgreichste Veröffentlichung ist das Studioalbum Earthly Powers, mit dem sie Platz drei der deutschen Albumcharts erreichte.

## Alben

### Studioalben
| Jahr | Titel Musiklabel                                                   | Höchstplatzierung, Gesamtwochen, AuszeichnungChartsChartplatzierungen (Jahr, Titel, Musiklabel, Platzierungen, Wochen, Auszeichnungen, Anmerkungen) | Anmerkungen                                               |
| Jahr | Titel Musiklabel                                                   | DE | Anmerkungen                                               |
| ---- | ------------------------------------------------------------------ | --- | --------------------------------------------------------- |
| 1985 | Philister Ja! Music/Constrictor (UMG)                              | — | Erstveröffentlichung: 3. Mai 1985                         |
| 1986 | Aristocracie Constrictor                                           | — | Erstveröffentlichung: 15. September 1986                  |
| 1988 | Copperfield Polydor (UMG)                                          | DE47 (6 Wo.)DE | Erstveröffentlichung: 18. Januar 1988                     |
| 1988 | Copperfield • Re-Edition 2024 Capitol Records/Vertigo Berlin (UMG) | DE12 (1 Wo.)DE | Neuveröffentlichung: 9. August 2024 Reworked + Remastered |
| 1989 | Hair Polydor (UMG)                                                 | DE26 (14 Wo.)DE | Erstveröffentlichung: 13. Januar 1989                     |
| 1989 | Hair • Re-Edition 2025 Capitol Records/Vertigo Berlin (UMG)        | DE3 (1 Wo.)DE | Neuveröffentlichung: 25. April 2025 Reworked + Remastered |
| 1990 | Hispañola Polydor (UMG)                                            | DE14 (19 Wo.)DE | Erstveröffentlichung: 12. Januar 1990                     |
| 1991 | Helios (UMG) Polydor                                               | DE32 (9 Wo.)DE | Erstveröffentlichung: 18. Februar 1991                    |
| 1993 | Boaphenia Polydor (UMG)                                            | DE15 (18 Wo.)DE | Erstveröffentlichung: 17. Februar 1993                    |
| 1993 | Boaphenia • Re-Edition 2023 Capitol Records/Vertigo Berlin (UMG)   | DE10 (1 Wo.)DE | Neuveröffentlichung: 12. Mai 2023 Reworked + Remastered   |
| 1994 | God Motor Music (UMG)                                              | DE23 (10 Wo.)DE | Erstveröffentlichung: 14. März 1994                       |
| 1996 | She Motor Music (UMG)                                              | DE32 (9 Wo.)DE | Erstveröffentlichung: 22. Januar 1996                     |
| 1998 | Lord Garbage Motor Music (UMG)                                     | DE22 (5 Wo.)DE | Erstveröffentlichung: 16. Februar 1998                    |
| 2000 | My Private War RCA/BMG (Sony)                                      | DE23 (4 Wo.)DE | Erstveröffentlichung: 31. Januar 2000                     |
| 2001 | The Red RCA/BMG (Sony)                                             | DE59 (1 Wo.)DE | Erstveröffentlichung: 6. August 2001                      |
| 2003 | C 90 RCA/BMG (Sony)                                                | DE46 (1 Wo.)DE | Erstveröffentlichung: 22. September 2003                  |
| 2005 | Decadence & Isolation Motor Entertainment                          | DE40 (2 Wo.)DE | Erstveröffentlichung: 29. August 2005                     |
| 2007 | Faking to Blend In Motor Entertainment                             | DE59 (1 Wo.)DE | Erstveröffentlichung: 3. August 2007                      |
| 2009 | Diamonds Fall Rough Trade/Constrictor                              | DE45 (3 Wo.)DE | Erstveröffentlichung: 13. Februar 2009                    |
| 2012 | Loyalty Cargo Records/Constrictor                                  | DE13 (3 Wo.)DE | Erstveröffentlichung: 10. August 2012                     |
| 2014 | Bleach House Cargo Records/Constrictor                             | DE7 (3 Wo.)DE | Erstveröffentlichung: 22. August 2014                     |
| 2018 | Earthly Powers Cargo Records                                       | DE3 (3 Wo.)DE | Erstveröffentlichung: 31. August 2018                     |

### Livealben
| Jahr | Titel Musiklabel                                             | Höchstplatzierung, Gesamtwochen, AuszeichnungChartsChartplatzierungen (Jahr, Titel, Musiklabel, Platzierungen, Wochen, Auszeichnungen, Anmerkungen) | Anmerkungen                        |
| Jahr | Titel Musiklabel                                             | DE | Anmerkungen                        |
| ---- | ------------------------------------------------------------ | --- | ---------------------------------- |
| 2017 | Reduced! – A More or Less Acoustic Performance Cargo Records | DE91 (1 Wo.)DE | Erstveröffentlichung: 2. Juni 2017 |

Weitere Livealben
- 1991: Live! Exile on Valletta Street (Polydor)
- 2010: Live! Exile on Strait Street (Constrictor)
- 2014: Live in Cologne (Constrictor)
- 2014: Live in Hengelo (Constrictor)
- 2014: Live in Bremen (Constrictor)
- 2014: Live in Montreux (Constrictor)

### Kompilationen
| Jahr | Titel Musiklabel                                                  | Höchstplatzierung, Gesamtwochen, AuszeichnungChartsChartplatzierungen (Jahr, Titel, Musiklabel, Platzierungen, Wochen, Auszeichnungen, Anmerkungen) | Anmerkungen                              |
| Jahr | Titel Musiklabel                                                  | DE | Anmerkungen                              |
| ---- | ----------------------------------------------------------------- | --- | ---------------------------------------- |
| 1997 | Fine Art on Silver – The Best Of Motor Music                      | DE28 (7 Wo.)DE | Erstveröffentlichung: 1997               |
| 2016 | Blank Expression - A History Of Singles 1986-2016 Vertigo/Capitol | DE8 (2 Wo.)DE | Erstveröffentlichung: 16. September 2016 |

Weitere Kompilationen
- 1998: Master Series (Motor Music)
- 2001: Singles Collection 1985–2001 (RCA/BMG/Sony)
- 2005: Best Singles (Remastered) (Polydor/Universal)
- 2010: The Malta Tapes Vol. 1 (Constrictor)
- 2014: Bonus Tracks & Out Takes Collection #1 (Constrictor)

### EPs
- 1984: Most Boring World (Ja! Musik)
- 1989: I Dedicate My Soul to You (Polydor)
- 1994: Rock Club Mixes ’94  (Polydor)
- 2003: Slipstream (RCA/BMG)
- 2005: 20 Years of Indie Cult (L'Âge d'or)
- 2007: On Tuesday I'm Not As Youg (Motor Music)
- 2009: Jane Wyman EP (Constrictor)
- 2013: When the Wall of Voodoo Breaks (Constrictor)
- 2023: Like A Happy Reptile (Universal)
- 2023: Stomping White Horses (Universal)

### Weitere Alben
- 1986: Philistrines (Red Flame, englische Veröffentlichung von Philister mit geänderter Tracklist)
- 1994: Hidden Pearls (Fanclub Release)
- 1996: Hidden Pearls & Spoken Words (Fanclub Release)
- 2016: Fresco - A Collection of New Songs (Teil von Blank Expression, 2016)
- 2023: The Porcelain Files – A Collection of New Songs (Teil von Boaphenia, Anniversary Edition 2023)
- 2024: The Copperfield Files – A Collection of New Songs (Teil von Copperfield, Re-Edition 2024)
- 2025: The Honeymoon Files – A Collection of New Songs (Teil von Hair, Re-Edition 2025)

## Singles

### Als Leadmusiker
| Jahr | Titel Album                                     | Höchstplatzierung, Gesamtwochen, AuszeichnungChartsChartplatzierungen (Jahr, Titel, Album, Platzierungen, Wochen, Auszeichnungen, Anmerkungen) | Anmerkungen                           |
| Jahr | Titel Album                                     | DE | Anmerkungen                           |
| ---- | ----------------------------------------------- | --- | ------------------------------------- |
| 1989 | Container Love Hair                             | DE61 (3 Wo.)DE | Erstveröffentlichung: 1989            |
| 1993 | Love on Sale Boaphenia                          | DE43 (10 Wo.)DE | Erstveröffentlichung: 1993            |
| 1995 | Deep in Velvet She                              | DE87 (1 Wo.)DE | Erstveröffentlichung: 1995            |
| 2000 | So What My Private War                          | DE97 (1 Wo.)DE | Erstveröffentlichung: 2000            |
| 2001 | Eugene The Red                                  | DE92 (1 Wo.)DE | Erstveröffentlichung: 2001            |
| 2003 | Slipstream C 90                                 | DE75 (1 Wo.)DE | Erstveröffentlichung: 11. August 2003 |
| 2005 | Burn All the Flags Decadence & Isolation        | DE72 (1 Wo.)DE | Erstveröffentlichung: 2005            |
| 2007 | On Tuesdays I’m Not as Young Faking to Blend In | DE81 (1 Wo.)DE | Erstveröffentlichung: 3. August 2007  |
| 2009 | Lord Have Mercy with the 1-Eyed Diamonds Fall   | DE82 (1 Wo.)DE | Erstveröffentlichung: 2009            |

Weitere Singles
| - 1985: Diana - 1985: Ostrich (Love Is not the Same) - 1986: Clean Eyes for Dirty Faces - 1986: No Mad’s Land - 1986: Empires Burning - 1986: Skull - 1987: For What Bastards? / I Dedicate My Soul To You - 1987: I Dedicate My Soul to You (New Recording) - 1987: Kill Your Ideals - 1988: Annie Flies the Love-Bomber - 1988: Andy W. / Revolution Bebe - 1988: Lunatics Over Brighton - 1989: They Say Hurray - 1989: Fine Art in Silver - 1990: This Is Michael - 1990: Ernest Statue - 1990: I Don’t Need Your Summer (12’’) - 1991: Lifelong Boardwalk (30 Men on a Dead Man’s Grave) - 1991: And Then She Kissed Her - 1991: Laughing Moon - 1991: Diana (live) (2x7’’) - 1993: Johnny the Liar - 1993: Fiesta - 1994: The World Is a Strangler - 1994: Atlantic Claire - 1994: International Moskito - 1996: Starman | - 1996: Bells of Sweetness (And Our Love Was Bright As Anger) - 1996: When Love Gets Terminated - 2000: Rome in the Rain - 2000: When I’m Bored - 2001: Black Tiger - 2003: Punch & Judy Club - 2005: Decadence & Isolation - 2007: Drinking and Belonging to the Sea - 2009: Valerian - 2012: Til the Day We Are Both Forgotten - 2012: Loyalty - 2013: When the Wall of Voodoo Breaks - 2014: Standing Blinded on the Rooftops - 2014: Baby Please Go Home - 2017: Death Is a Woman - 2018: Cruising - 2018: The Wrong Generation - 2019: Dirty Raincoat Brigade - 2019: Drown My Heart in Moonshine - 2019: Cowboy on the Beach - 2023: Bay Rum - 2023: Like a Happy Reptile - 2023: Stomping White Horses - 2024: Rain Poets - 2025: When The Sidewalk Ends - 2025: Millions of Light Years - 2025: Carly |

### Splits
- 1986: Membranes Meet Philip Boa and the Voodoo Club: Spike Milligans Tape Recorder (12’’)
- 1997: Phillip Boa & The Voodooclub and Voodoocult – More Than SpaceFillers  (CD-Rom)
- 2004: Picasso's Dog / Wire (Split-7’’ mit Monta)
- 2006: Deep in Velvet / Idioteque (Split-7’’ mit Radiohead, Techno-Remixe)
- 2008: The Great Houdini / Random Romantic (Split-6’’ mit Speedway 69, Musical Tragedies)

## Videoalben
- 1987: 2 Years of Blank Expression (VHS, Constrictor)
- 1990: Cult Collection (VHS, PolyGram Music Video)
- 1992: Kill Your Ideals – Now! (Boa Live Video) (VHS, Our Choice)
- 1994: International Moskito (VHS, Motor Music)
- 2002: Boa-85-01 (Singles Collection 1985 - 2001) (DVD, Universal)

## Statistik

### Chartauswertung
|                     | DE     |
| ------------------- | ------ |
| Nummer-eins-Alben   | DE—DE  |
| Top-10-Alben        | DE6DE  |
| Alben in den Charts | DE21DE |

|                       | DE    |
| --------------------- | ----- |
| Nummer-eins-Singles   | DE—DE |
| Top-10-Singles        | DE—DE |
| Singles in den Charts | DE9DE |